# Nikola Sudová
Nikola Sudová (Jablonec nad Nisou, 17 de marzo de 1983) es una deportista checa que compitió en esquí acrobático, especialista en la prueba de baches.
Ganó dos medallas en el Campeonato Mundial de Esquí Acrobático, plata en 2005 y bronce en 2009.
Participó en cuatro Juegos Olímpicos de Invierno, entre los años 2002 y 2014, ocupando el sexto lugar en Turín 2006 y el noveno en Sochi 2014.

## Medallero internacional
| Campeonato Mundial | Campeonato Mundial | Campeonato Mundial | Campeonato Mundial |
| Año                | Lugar              | Medalla            | Competición        |
| ------------------ | ------------------ | ------------------ | ------------------ |
| 2005               | Ruka (Finlandia)   | Medalla de plata   | Baches             |
| 2009               | Inawashiro (Japón) | Medalla de bronce  | Baches             |